# راكيم و كين واي
راكيم و كين واي (بالإسبانية: R.K.M & Ken-Y) هما ثنائي ريغيتون بورتوريكي تم تشكيله في عام 2003 من قبل خوسيه نيفيس «راكيم» (مواليد 6 فبراير 1981) وكيني فاسكيز «كين واي» (مواليد 7 سبتمبر 1984).
بدأوا حياتهم المهنية في عام 2003 تحت وصاية تشينشو (جزء من بلان بي)، الذي قدمهم إلى Notty Play ، وظهرا في التجميع The Draft 2005 الذي سعى إلى رعاية وإعطاء المزيد من الدعاية للعديد من الفنانين المبتدئين.
في عام 2013، أعلن رافائيل «رافي» بينا، رئيس شركة بينا ريكوردز، عن فصل الثنائي ونشر الألبومات كفنانين منفصلين؛ في وقت لاحق، ترك كلاهما Pina Records لنشر ألبوماتهما تحت شركات التسجيل الخاصة بهما.
في يونيو 2017 أعلنوا عن عودتهم الرسمية من خلال بيان Pina Records وفي نفس الوقت أطلقوا النسخة المعدلة من أغنية Más Que Ayer مع أركانهيل ودي لا غيتو و Tonta مع ناتي ناتاشا و Zum Zum مع دادي يانكي وأركانهيل وناتي ناتاشا وبلان بي و Cuando Lo Olvidas. في عام 2021، اتخذوا مسارات مختلفة مرة أخرى لصنع موسيقاهم الخاصة. اشتهر راكيم و كين واي في بداية مسيرتهم الفنية مع أغنية Down التي أطلقوها في عام 2005 تحت علامة بينا ريكوردز من ألبومهما Masterpiece بجانب أعمال أخرى مثل Igual Que Ayer و Te Regalo Amores مع و Si La Ves و Me Matas وغيرها الكثير. لهم تعاونات مع فنانين مشهورين مثل مالوما ونيكي جام وأوزونا وبيتبول وجي ألفاريز وزايون و لينوكس وهيكتور إل فاذر ودون عمر وتيتو إل بامبينو وإيفي كوين وتوني دايز وتشينو و ناتشو وغيرهم الكثير.

## ديسكوغرافيا
ألبومات الاستوديو
- 2006: تحفة (Masterpiece)
- 2008: الملكية / الملكية (The Royalty / La Realiza)
- 2011: للأبد (Forever)

ألبومات فردية
2016: ملك الرومانسية (The King Of Romance)(كين واي)

## روابط خارجية
- RKM & Ken-Y Universal Music Latin Entertainment
- هذه المقالة مترجمة جزئيًّا أو كليًّا من مقالة  ويكيبيديا الإنجليزية المعنونة «R.K.M. & Ken-Y» (طالع قائمة المشاركين في التحرير).